# Q-dance
Q-dance er et hollandsk ravefirma, der specialiserer sig indenfor elektronsike musikfester. Q-dance står bag anerkendte hardstyle events, som Qlimax, Mysteryland og Defqon.1,